# Magawa (cricétome)
Vous lisez un « bon article » labellisé en 2020.
Pour l’article homonyme, voir Magawa.
Magawa est un cricétome des savanes détecteur de mines, né le 5 novembre 2014 à Morogoro en Tanzanie et mort le 8 ou 9 janvier 2022. Les cricétomes étant dotés d'un odorat très développé et de faible poids, il a été entraîné par l'APOPO en 2014 et en 2015 à découvrir les mines terrestres enfouies dans le sol grâce à l'odeur de TNT qu'elles dégagent. Magawa a ensuite été envoyé au Cambodge pour détecter des munitions non explosées, travail de déminage qu'il a fait pendant au moins quatre ans. Il reçoit en septembre 2020 la médaille d'or du PDSA pour son travail ayant sauvé des vies. Son activité de démineur a été soulignée à la fin septembre 2020 dans plusieurs médias à grande diffusion.

## Contexte: bénéfices et entraînement
L'APOPO, une ONG belge fondée en 1997, s'est donnée comme mission de rétablir les terrains minés. Pour ce faire, elle entraîne de neuf à douze mois des cricétomes des savanes en sol tanzanien. Puisque ces animaux, aussi appelés « rats de Gambie », sont dotés d'un odorat très développé, ils peuvent détecter les munitions non explosées par l'odeur de TNT qu'elles dégagent. Leur faible poids ne déclenche pas les mines à pression.
Ils peuvent aussi, à la suite d'un entraînement approprié, découvrir des lieux infectés par la tuberculose. C'est ainsi que Magawa a suivi un entraînement au déminage.
Au contraire des chiens par exemple, les cricétomes sont incapables de comprendre plusieurs signaux différents ; chaque entraîneur utilise donc seulement un cliqueur pour communiquer. Au début, un clic indique au cricétome à l'entraînement qu'une récompense l'attend. Plus tard, il est entraîné à relier une récompense à la découverte d'une cible.
Mis en contact dès leur plus jeune âge avec des êtres humains, les futurs animaux démineurs sont habitués à porter un harnais et à se déplacer sur un terrain délimité. Leur harnais est relié à un solide filin qui restreint leurs déplacements latéraux. Lorsque l'animal explore un terrain, son harnais est aussi relié à deux légers câbles (ou rubans), chacun étant retenu par une personne. Chaque cricétome apprend à aller d'un côté à l'autre du terrain, les humains relâchant ou tendant le câble selon que l'animal s'éloigne ou se rapproche de leur côté. 
Un humain muni d'un détecteur de métaux prend en moyenne d'un à quatre jours à déminer un terrain de 200 m2, alors que Magawa, par exemple, prend en moyenne 20 minutes à parcourir un terrain de mêmes dimensions. Sa plus grande vitesse s'explique par le fait qu'il « ne s'arrête pas sur chaque objet métallique ». Lorsqu'il détecte une mine antipersonnel comprenant du TNT (une substance explosive), il gratte le sol au-dessus de l'endroit où elle se trouve. Puisqu'il pèse 1,2 kg (et mesure 70 cm), l'animal est trop léger pour faire détoner les mines terrestres sur lesquelles il marche, il y a donc peu de risque qu'il soit tué ou blessé.
Un cricétome des savanes vit le plus souvent huit ans. En tant que démineur, il travaille habituellement pendant cinq ans. Lorsque l'animal est jugé inapte au déminage, il est déplacé dans l'équivalent d'une maison de retraite, où il est logé, nourri et diverti jusqu'à son décès.
Un chien peut être entraîné à découvrir des mines et vit plus longtemps qu'un cricétome, mais le coût de son entraînement est plus élevé. Le fondateur de l'APOPO indique que, en septembre 2014, le coût d'entraînement d'un cricétome est d'environ 7 500 US$, alors que celui d'un chien est le triple.

## Biographie
Magawa est né le 5 novembre 2014 à Morogoro en Tanzanie, pays où il a été entraîné à la détection de mines terrestres. 
Par la suite, il a été envoyé au Cambodge en 2015 (ou 2016), où il travaille environ 30 minutes par jour, tôt le matin. Lorsqu'il découvre une mine, il reçoit un morceau de banane en signe de félicitation. Le weekend, on lui donne des mets plus recherchés. 
En quatre ans de collaboration, Magawa découvre 39 mines terrestres et 28 autres munitions non explosées, ce qui permet de restaurer une surface de 141 000 m2, soit l'équivalent de 20 terrains de football, où ces armes ont été enfouies pendant le conflit cambodgien (1978-1999),.
En septembre 2020, Magawa est proche de sa retraite mais elle ne devient effective que le 5 juin 2021, annoncée par l'AFP. Au moment de prendre sa retraite, il a découvert 71 mines et 38 munitions non explosées sur une surface de 225 000 m2, soit l'équivalent de 42 terrains de football. 
Selon le responsable du programme de déminage au Cambodge, Magawa est « un rat très exceptionnel ». 
Il meurt à l'âge de 8 ans, âge avancé pour son espèce, durant le week-end du 8 au 9 janvier 2022. Dans le communiqué qu'elle publie pour annoncer sa mort, l'ONG APOPO indique : « Nous tous à Apopo ressentons la perte de Magawa et nous sommes reconnaissants pour le travail incroyable qu'il a accompli ». « Son "incroyable sens de l'odorat" permettait aux "communautés du Cambodge de vivre, de travailler et de jouer, sans craindre de perdre la vie ou un membre". »

## Reconnaissance et impact

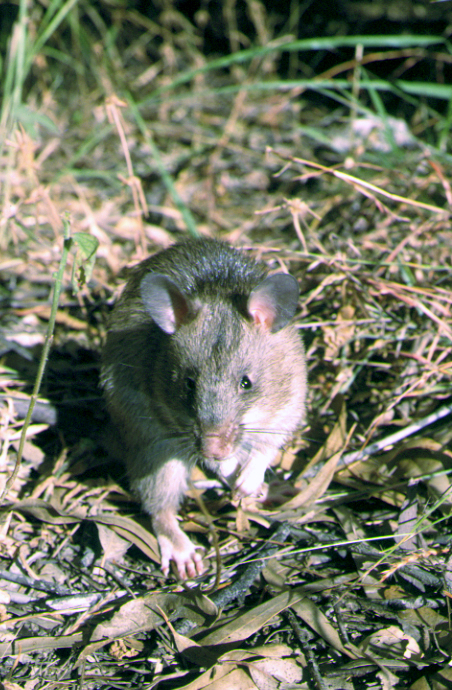
Un cricétome des savanes.

Le 25 septembre 2020, le People's Dispensary for Sick Animals remet à Magawa la médaille d'or du PDSA dans le but de souligner son travail de déminage au Cambodge. Remise annuellement depuis 2002, c'est la première fois qu'un cricétome reçoit une telle distinction, les récipiendaires antérieurs étant des chiens. Parmi tous les animaux entraînés par l'APOPO, Magawa serait celui qui a obtenu le plus de succès. 
La reconnaissance d'un animal apparenté aux rats (des sources indiquent que Magawa est un « rat africain géant » ou plus simplement un « rat ») pourrait aider à diminuer l'hostilité envers les rats en général. L'histoire de Magawa a fait l'objet d'articles dans plusieurs médias à grande diffusion : The New York Times, la Stampa, Deutsche Welle et BBC News, qui mentionnent que les mines antipersonnel blessent et tuent encore au Cambodge même si aucune mine n'y a été enfouie depuis 1993.